# Mediorhynchus gallinarum
Mediorhynchus gallinarum är en hakmaskart som först beskrevs av Bhalerao 1937.  Mediorhynchus gallinarum ingår i släktet Mediorhynchus och familjen Giganthorhynchidae. Inga underarter finns listade i Catalogue of Life.